# Андийский съезд Союза горцев Северного Кавказа
Андийский съезд Союза горцев Северного Кавказа состоялся 20 августа 1917 года. Созыв съезда был необходим из-за постоянных столкновений между вайнахами и казаками, которые требовали срочного вмешательства членов ЦК Союза горцев. 
Это второй по счёту съезд горцев, однако он был признан несостоявшимся из-за отсутствия многих задержавшихся делегатов. Несмотря на планы организаторов на съезд, главной темой на съезде был вопрос избрания имамом Нажмудина Гоцинского. По итогу Гоцинскому был предложен пост муфтия, на который его утвердили на следующем съезде.

## Организация

### Локация
Съезд запланировали провести в высокогорном дагестанском селе Анди для демонстрации связи политический элиты с жителями отдалённых районов региона. Село находилось между Дагестаном и Чечнёй, но добраться можно было туда только через Чечню, куда прибыли делегаты с Северного Кавказа и гости с Южного. Выбор места также, по мнению Тахо-Годи, должен был отсылаться к эпохе Шамиля, так как при Шамиле тоже был Андийский съезд в 1847 году. Дибиров считал, что такое место подобрано для избежания давления армии и партий. Предполагается также намерение уйти подальше от казаков и пророссийских политиков. Место также было выгодно для духовенства, которое имело в сёлах гораздо большее влияния, чем в городах, а также для социалистов, которые хотели увеличить влияние предложениями передачи земли бедноте.

### Организаторы
| - Чермоев - Капланов - Коцев - Шаханов | - Далгат - Бритаев - Каплан-Гирей - Муслимов | - Тарковский - Темирханов - Дахадаев - Тахо-Годи |

Финансированием и организацией занимался председатель ЦК Тапа Чермоев.
По Конституции СГСК избираться на съезд должен один делегат на 15 000 жителей. Кроме предлагалось пригласить по представителю от окружных комитетов, а также наиболее влиятельных людей от каждого народа.

### Дата
В исследованиях события часто встречаются противоречивые сведения касательно даты проведения съезда. Воззвание к делегатам указывало дату съезда в 10 августа, а 7 августа в Ведено планировалось организовать транспорт для участников. Тахо-Годи отмечал проведение в начале сентября. Офицер Кузнецов, который служил при Тарковском, указывает 20 сентября. По выводу историка Вачагаева, съезд состоялся 20 августа (по новому стилю — 2 сентября).

### Повестка дня
1. духовные дела мусульман
2. организация народной милиции
3. разбои
4. вопрос продовольствия
5. создание советов крестьянских депутатов, а также земельных комитетов
6. подготовка народа к выборам в Учредительное собрание, перепись населения
7. сближение с грузинами
8. другие вопросы[3].

## Съезд
Несмотря на планы организаторов до съезда распространился слух, что основной целью съезда будет избрание имамом Чечни и Дагестана Нажмуддина Гоцинского. Обещали какое-то сверхъестественное явление, которые стали бы доказательством верности выбора имама. Из-за них в Анди стянулись тысячи людей. По словам грузина Шалвы Амиреджиби, который был на съезде, число собравшихся у села могло достичь 20 000 человек.

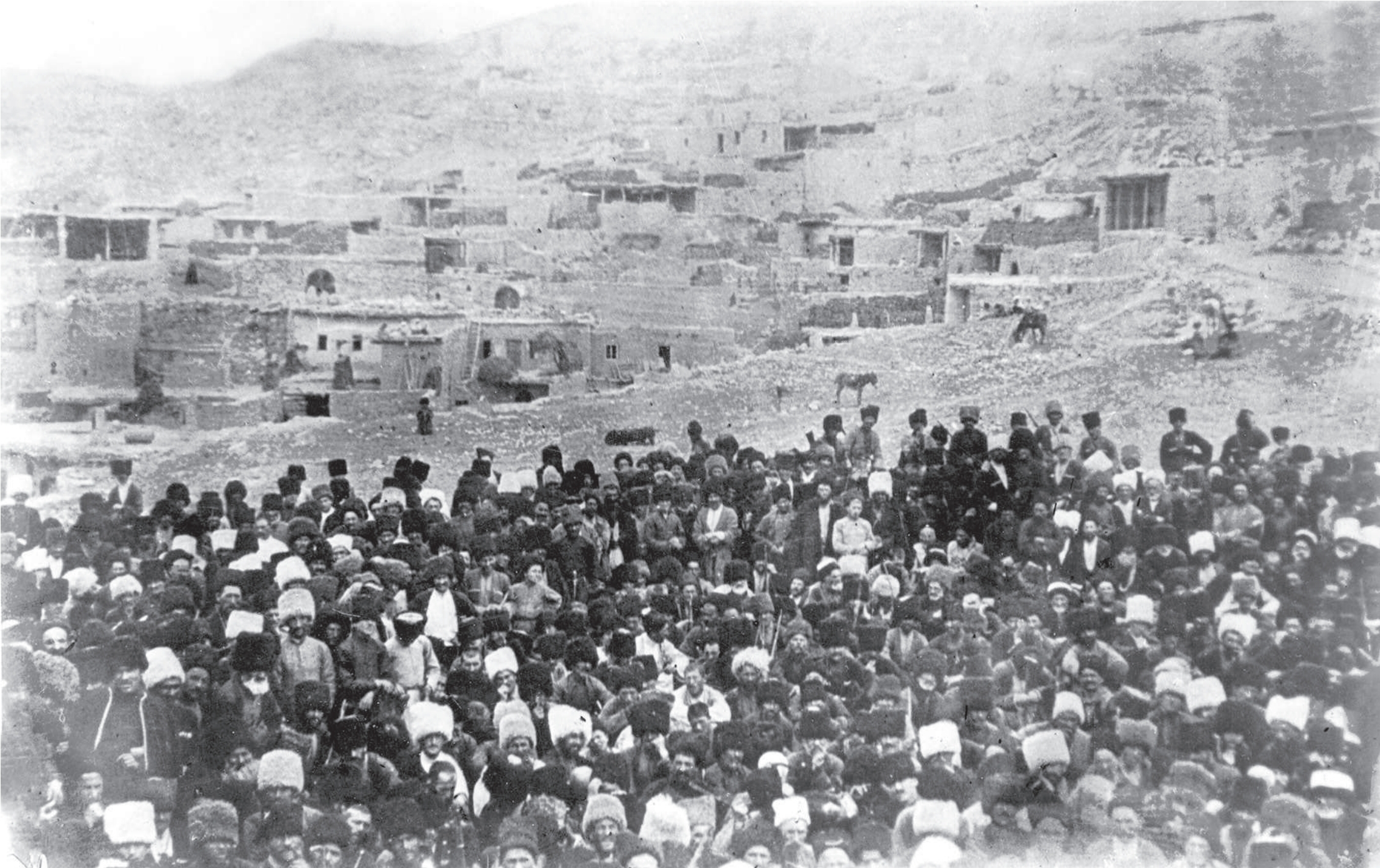
Съезд в Анди

Чермоев, видя, что всё идёт не по плану, попытался взять всё под контроль, но ничего изменить не смог. Главным вопросом съезда без его согласия стал выбор имама. Руководству ЦК пришлось молчаливо наблюдать за деятельностью духовенства.
Главными противниками имамства Гоцинского были чеченские шейхи Сугаип-мулла и Дени Арсанов. Вероятно, Сугаип-мулла сам претендовал на этот пост. Однако они были в меньшинстве, авторитет шейха Узун-Хаджи они побороть не могли, тот делал всё, чтобы Нажмуддина избрали.
Между духовенством шли споры и противостояния. Здесь вмешался Чермоев, который предложил в качестве компромисса признать Гоцинского муфтием Северного Кавказа, а не имамом. Нажмуддина не сильно волновало как будет называться его титул, главное, чтобы он считался духовным главой, причём тут ему предложили не только Дагестан и Чечню, а весь Северный Кавказ. Вопрос должен был решиться на следующем съезде. Как пишет историк Вачагаев, Чермоев поступил очень проницательно: разница между муфтием и имамом большая, имам это единоличный духовный и светский правитель, а муфтий это только лишь лидер мусульман, духовное лицо, а не правитель. Таким образом, Чермоев сохранил верховную власть за ЦК.

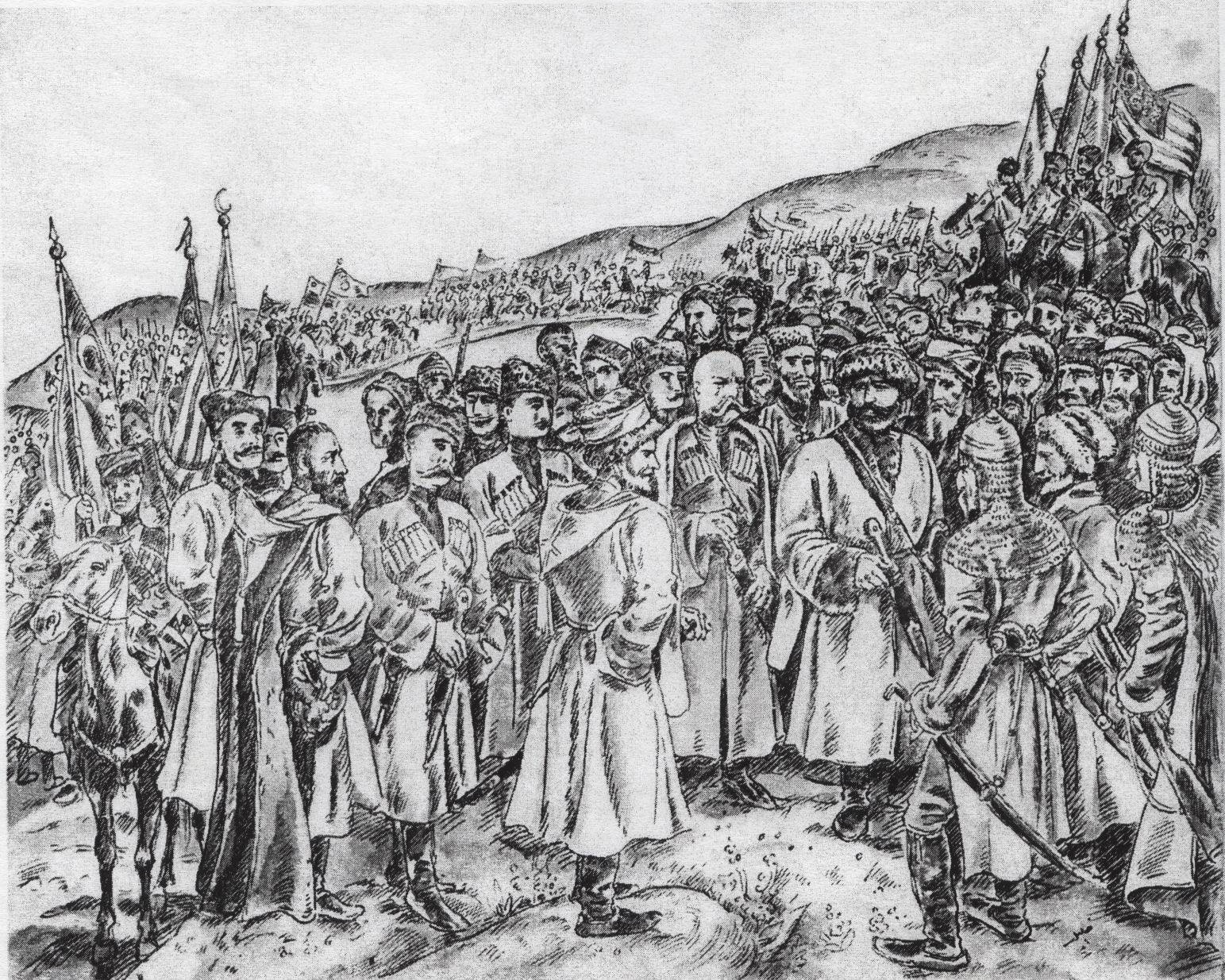
Избрание Нажмудина Гоцинского Имамом в Анди. Художник Халил-бек Мусаялул

ЦК на этом прервал съезд. Организаторы объявили съезд несостоявшимся по той причине, что многие делегаты не успели добраться до места. Немало людей задержались в Ведено. Из-за этого вторым съездом горцев считается следующий съезд во Владикавказе. Фактически же, это был съезд мусульман Северного Кавказа с участием членов СГСК.
Воспоминания Пшемахо Коцева о съезде:
«Для заседания съезда в Анди нам был отведён большой дом в несколько комнат старого майора Гирея. К 9 часам утра 19 сентября к нам явилась группа из 7-8 лиц, представителей почти всех племён. Были духовные лица из дагестанцев, чеченцев, ингушей, осетин и кабардинцев. Ждали Нух Бека Тарковского, который вскоре и подъехал с группой в 5-7 коней. Было около 3-х часов дня, когда появился Нажмуддин-эфенди. На этот раз свидание с ним закончилось полным соглашением. Все приняли «Джумхуриет», провозглашение Республики Народов Северного Кавказа. Постановления были написаны на аварском, арабском и кумыкском языках, а затем на русском. 
20 сентября утром на собрании всего джамаата  это решение, подписанное всеми духовными лицами, должно было быть прочитанным. День 20 сентября – это большой праздник в ауле Анди. На западной части аула, на большой площади и на пригорках расположились тысячи и тысячи людей. Здесь представители всех племён и народов из далёкого Черноморья до Закатал. Это все граждане будущей Горской республики. Но здесь и гости из Азербайджана, Грузии и других мест. 
Замечательная распорядительность молодого комиссара Ахмед Наби, и врождённая дисциплина населения обеспечили сборищу неподражаемый порядок. На плоской крыше невысокого дома размещены члены комитета. Их всего 5 человек: председатель – Тапа Чермоев, товарищ председателя – Пшемахо Коцев, князь Нух Бек Тарковский, Магомед Кади Дибир и М. Хизроев и ещё несколько, в их числе – майор Гирей. На крыше дома сидят рядом 10 человек духовенства с Нажмуддином во главе. Узун Хаджи отсутствует. Лицом к заседающим на крышах сидят на скамейках более ста человек хаджи и стариков. Дальше на пригорках идут молитвенные танцы «зикристов» и еле слышны приятные звуки зикры. 
Собрание открывается приветственным словом председателя на чеченском языке, переводящимся на арабский, аварский и др. Отдельно сидящая группа является переводчиками на все местные языки. Группа состоит из Магомеда Кади Дибира (кумук), Магомед Абдул Кадыра (чеченец), Тахир Темирхана (кабардинец), Джафар Эфенди (карачаевец), Абдул Керима (ходжалмахинец) и ещё 2-3 человек. Все эти лица хорошо образованы не только в области мусульманского богословия, но образованы в широком смысле. Среди них есть лица, получившие образование в Египте и в Турции. Все они хорошо знают русский язык. Из вышеназванной группы под конец собрания вышел с листом бумаги Абдул Керим из Ходжалмахи и прочёл сводный текст пожеланий. Сначала прочёл по-арабски, затем сам же перевёл на аварское и ходжалмахинское наречия, также на кумыкский, карачаевский, чеченский, черкесский и осетинский языки. Затем последовало чтение короткой молитвы тремя старшими из духовенства. После чего стоящей далеко пешей и конной молодёжью были произведены выстрелы в воздух, и начался общий «зикр» (праздник). Председатель Тапа Чермоев обратился к собранию с короткой речью-благодарностью за мудрое решение духовенства, старших и всего народа, оказавших доверие Центральному комитету, который приложит все силы и разум для исполнения воли народа».